# Panoa
Panoa es un género de arañas araneomorfas de la familia Desidae. Se encuentra en  Nueva Zelanda.

## Lista de especies
Según The World Spider Catalog 12.0:
- Panoa contorta Forster, 1970
- Panoa fiordensis Forster, 1970
- Panoa mora Forster, 1970
- Panoa tapanuiensis Forster, 1970